# فرودگاه کلی جزیرخ سیروس
فرودگاه کلی جزیرخ سیروس  (به انگلیسی: Syros Island National Airport) (به زبان بومی: Κρατικός Αερολιμένας Σύρου "Δημήτριος Βικέλας") یک فرودگاه همگانی با کد یاتا JSY است که یک باند فرود آسفالت دارد و طول باند آن ۱۰۸۰ متر است. این فرودگاه در کشور یونان قرار دارد و در ارتفاع ۷۲ متری از سطح دریا واقع شده است.